# Kurt Ponger
Kurt Ponger (geboren 21. Oktober 1913 in Wien, Österreich-Ungarn; gestorben 1979) war ein österreichisch-US-amerikanischer Journalist, der als Spion für die Sowjetunion verurteilt wurde.

## Leben
Kurt Ponger engagierte sich im Kommunistischen Jugendverband (KJV) und wurde Mitglied der KPÖ und des Republikanischen Schutzbundes. In der Zeit des Austrofaschismus leistete er illegale Widerstandstätigkeit und wurde zweimal verhaftet. Nach dem Anschluss Österreichs 1938 geriet er in Gestapo-Haft und war im Konzentrationslager Dachau und im KZ Buchenwald inhaftiert. Freigelassen floh er 1939 nach Großbritannien und kam in die USA. 
Ponger wurde 1942 Sekretär des Free Austrian Youth Movement und unterstützte Hans Rott bei der Gründung der österreichischen Exilorganisation Free Austrian Movement. Er heiratete Vera Verber (1917–1957), die ebenfalls in die USA geflüchtet war, sie hatten ein Kind. Ab 1943 war er Soldat der US Army und wurde nach Kriegsende im Rang eines Captain (Hauptmann) als Vernehmungsoffizier bei der Vorbereitung der Nürnberger Prozesse eingesetzt. Aus der Armee entlassen kehrte er nach Wien zurück und arbeitete offiziell als Niederlassungsleiter und Korrespondent für die „Central European Press & Literary Agency, New York“, sowie für andere Nachrichtenagenturen und inoffiziell als Agent für die CIA. Zu Beginn des Kalten Kriegs befragte er aus sowjetischem Gewahrsam entlassene Kriegsgefangene und Flüchtlinge aus Osteuropa. Ponger war in Schwarzmarktgeschäfte verwickelt. 
Im Januar 1953 wurde Ponger von US-Dienststellen im besetzten Österreich verhaftet und nach Washington, D.C. verbracht. Er und sein Schwager Otto Verber wurden wegen Spionagetätigkeit und Zusammenarbeit seit 1949 mit dem sowjetischen Nachrichtendienst angeklagt, und Ponger wurde zu 5 plus 15 Jahren Gefängnis verurteilt, Verber wurde ebenfalls zu einer langjährigen Gefängnisstrafe verurteilt. Ponger wurde nach 10 Jahren Haft vorzeitig entlassen.   
Nach seiner Rückkehr nach Wien war er vorübergehend Inhaber einer Haushaltsartikelhandlung. Er engagierte sich wieder in der KPÖ und war seit 1970 Redakteur bei der Parteizeitung Volksstimme, für die er mit dem Kürzel CUPO zeichnete.  